# Geiersthal
Geiersthal – miejscowość i gmina w Niemczech, w kraju związkowym Bawaria, w rejencji Dolna Bawaria, w regionie Donau-Wald, w powiecie Regen. Leży w Lesie Bawarskim, około 15 km na północny zachód od miasta Regen, przy drodze B11 i linii kolejowej Deggendorf – Cham.

## Demografia
| Rok  | Liczba mieszk. |
| ---- | -------------- |
| 1970 | 1852           |
| 1987 | 2085           |
| 2000 | 2311           |

## Oświata
(na 1999)

W gminie znajduje się 50 miejsc przedszkolnych (45 dzieci) oraz szkoła podstawowa (5 nauczycieli, 101 uczniów).